# Vladimír Šilhavý

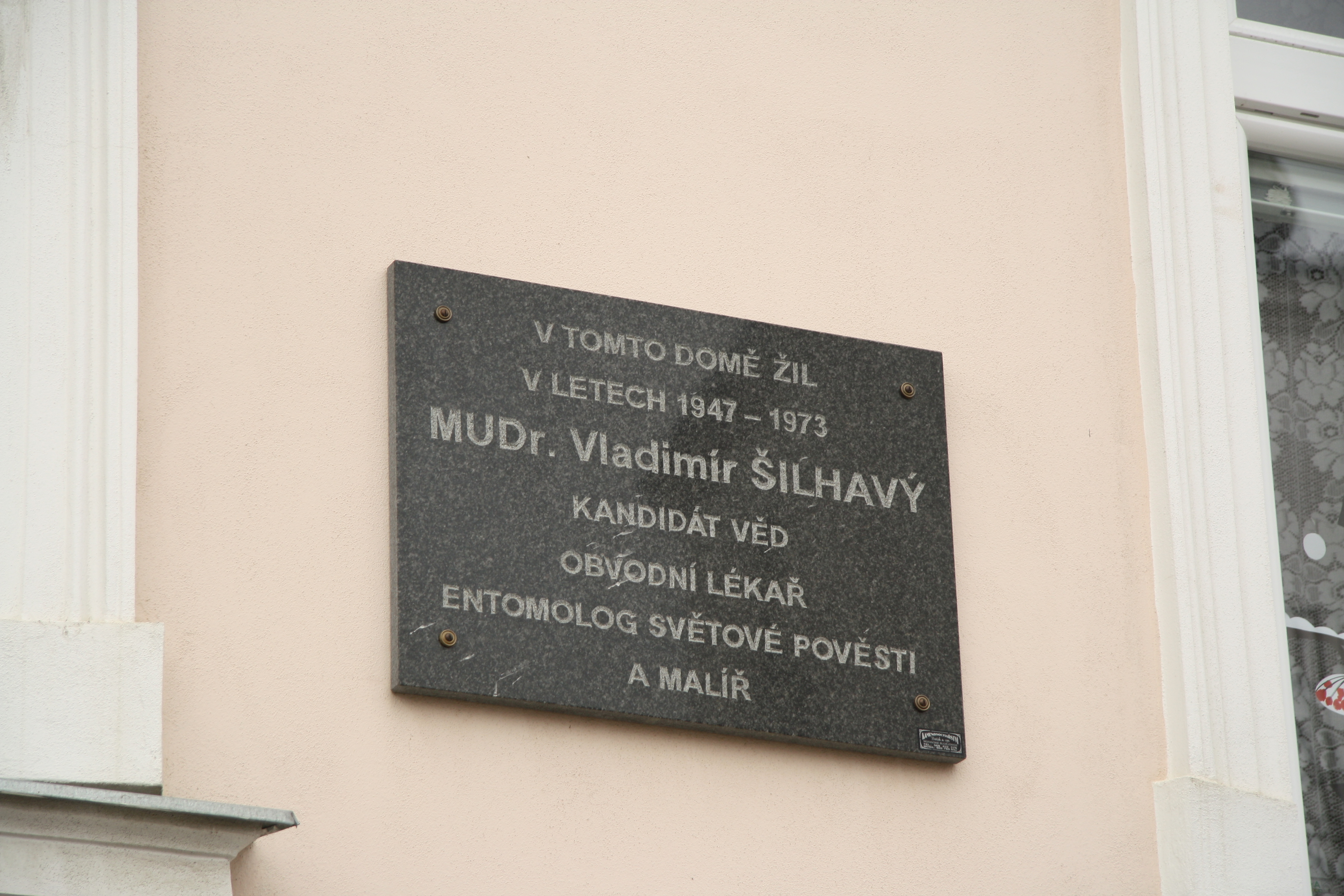
Pamětní deska ve Starči

Vladimír Šilhavý (20. července 1913, Kutná Hora – 6. července 1984, Třebíč) byl český lékař, zoolog a výtvarník.

## Biografie
Narodil se v Kutné Hoře, jeho otcem byl řídící učitel Eduard Šilhavý (archeolog a sběratel pověstí z okolí Předína), dětství prožil v Budíkovicích, kde pracoval jeho otec jako řídící učitel. V roce 1917 se v Budíkovicích narodil jeho bratr Přemysl (později známý jako Mohamed Ali Šilhavý). Později vystudoval gymnázium v Třebíči, kde v roce 1932 odmaturoval, tam jej vzdělávali profesoři přírodních věd Alois Dichtl a Antonín Růžička. Později studoval medicínu v Brně, kdy byl v roce 1938 nucen přerušit studia. V roce 1945 pak dokončil studium. Po vystudování nastoupil na dvouletou praxi do Nemocnice Třebíč, kde působil zpočátku jako sekundář, po skončení povinné vojenské služby nastoupil jako praktický lékař do Starče. V roce 1973 se přestěhoval do Třebíče, roku 1979 pak odešel do důchodu.
Roku 2003 mu byla odhalena pamětní deska ve Starči, je umístěna na domě, ve kterém žil a v roce 2007 obdržel čestné občanství Starče.

## Dílo
Byl zakladatelem a dlouholetým předsedou (1961–1984) přírodovědeckého klubu při tehdejším Západomoravském muzeu v Třebíči, patřil k uznávaným vědcům v oboru entomologie. Byl autorem mnoha článků a přednášek věnovaných primárně výzkumu brouků v Československu a primárně na Mohelenské hadcové stepi. V šedesátých letech 20. století Entomologická společnost při ČSAV uspořádala pod patronací dr. Šilhavého v Třebíči Entomologické dny. Již ve třicátých letech publikoval první práce v oboru entomologie. Věnoval se primárně studiu sekáčů, kdy v roce 1960 byla přijata jeho oprava soustavy sekáčů. Sekáče studoval i na Balkáně, v Sovětském svazu, Asii, Egyptě, severní Africe, na Kubě, v Koreji, Indii a na Srí Lance. Získal titul kandidát věd v oboru zoologie. Popsal celkem 20 nových druhů sekáčů, 8 rodů sekáčů, 3 podčeledi, 1 čeleď a 2 podřádů. Celkem popsal 150 nových taxonů sekáčů. V roce 1971 obdržel funkci generálního sekretáře Centre international de documentation arachnologigue v Paříži.
Bylo po něm pojmenováno několik taxonů živočichů Hummelinckiolus silhavyi (Cokendolpher & Poinar, 1998), Pashokia silhavyi (Martens, 1977), Opilio silhavyi (Kratochvíl, 1936), Siro silhavyi (Kratochvíl, 1937), Stylocellus silhavyi (Rambla, 1991), Manahunca silhavyi (Avram, 1977), Mitostoma silhavyi (Roewer, 1951).

## Umění
Zúčastnil se malířských kursů, ale primárně byl výtvarným autodidaktem. Postupně dospěl ke specifickému výtvarnému stylu, který používal primárně pro náměty z orientálního prostředí. Byl krajinářem, figuralistou a portrétistou. Do roku 1983 vystavoval celkem na šesti samostatných výstavách (v letech 1942, 1943, 1944, 1965, 1982 a 1983, v roce 2003 pak i ve Starči) a na mnoha desítkách výstav skupinových.